# Åmotfors kyrka
Åmotfors kyrka ligger i Åmotfors samhälle i Eda kommun nära norska gränsen. Kyrkan tillhör Eda församling i Karlstads stift.

## Kyrkobyggnaden
Kyrkan började byggas den 24 september 1960 då man lade den första grundstenen till kyrkan. Redan 20 år tidigare hade disponenten vid Åmotfors papperbruk Gösta Schotte tagit initiativet att bilda en kyrkoförening vars syfte var att insamla medel till en kyrka i Åmotfors. Många arbetade med stor entusiasm under år som följde inte minst en syförening bidrog. Åmotfors pappersbruks AB bidrog med en stor penninggåva och upplät tomtmarken. Eda församling bidrog med byggnadsvirket. 
Kyrkan uppfördes av byggmästare Bertil Andreasson efter ritningar av arkitekt Johannes Olivegren. Invigningen ägde rum andra söndagen i advent 1961 och genomfördes av biskop Gert Borgenstierna. 1980 övertogs kyrkan av Eda församling.
Kyrkan är orienterad i sydvästlig - nordostlig riktning. Vid dess norra sida finns en utbyggd sakristia. Vid kyrkans södra sida finns en vidbyggd byggnadskropp som är en våning hög. Här finns bland annat ett mindre kök och ett kapprum.

## Interiör
- Glasmålningarna i kyrkan är gjorda i hugget glas av konstnärerna Randi Fisher och Ralph Bergholtz. Den största är nio meter hög och placerad i korfönstret.
- Altaret utgörs av en kraftig granitskiva som vilar på ett betongfundament.
- Höger om koret finns dopfunten som består av ett granitblock inmurat i väggen. Ett tillhörande dopfat är av silver.
- Vänster om koret finns en predikstol av trä som har trappsteg av granit.

### Orgel
Orgeln är byggd 1961 av Grönlunds orgelbyggeri i Gammelstad. Orgeln är mekanisk.
| Manual       | Pedal      | Koppel  |
| Gedackt 8’   | Subbas 16’ | Man/Ped |
| Princial 4’  |            |         |
| Rörflöjt 4’  |            |         |
| Waldflöjt 2’ |            |         |
| Mixtur 3 ch  |            |         |

## Klockstapeln
På en höjd nära pappersbruket fanns den nu rivna klockstapeln som byggdes redan 1945 den var dock i bruk fram till 1980 och revs 1981 då den ansågs vara för farlig. 1987 invigdes den nya klockstapeln invid kyrkan. Melodin som kallar till gudstjänst är Nathan Söderbloms psalm Ring in gudstjänsttid.